# Бребнер, Рональд Гилкрист
Рональд Гилкрист Бребнер (англ. Ronald Brebner; 23 сентября 1881, Дарлингтон — 11 ноября 1914, Чизик, Лондон) — английский футболист-любитель, голкипер, участник летних Олимпийских игр 1912 года в Стокгольме (Швеция).

## Карьера
На клубном уровне выступал за футбольные команды Эдинбургского университета (1897—1899), «Northern Nomads F.C» (1899—1902), «London Caledonians F.C.» (1902—1904), «Элгин Сити» (1904—1905), «Сандерленд» (1905—1906), «Челси» (1906—1911), «Дарлингтон» (1911—1912), «Лестер Сити» (1912—1913) и ряд других шотландских клубов.
В 1912 году, выступая за олимпийскую сборную Великобритании по футболу, стал обладателем золотой медали.
Умер в ноябре 1914 года, получив тяжелую травму головы на футбольном матче десятью месяцами ранее.